# Konrad Hallenbarter
Konrad Hallenbarter, född 1 december 1953 i Obergesteln är en schweizisk före detta längdskidåkare som tävlade från 1982 till 1985.  
Hallenbarters största seger kom när han vann Vasaloppet 1983 och samtidigt blev den förste att någonsin gå i mål efter under 4 timmar i spåret, detta med segertiden 3 timmar, 58 minuter och 8 sekunder.
Vid olympiska vinterspelen 1984 i Sarajevo slutade han nia på femmilen samt ingick i det schweiziska lag som slutade femma på 4 x 10 kilometer.

### Fotnoter
1. ↑  ”Vasaloppet”. Vasaloppet. Arkiverad från originalet den 3 december 2013. https://web.archive.org/web/20131203033229/http://www.vasaloppet.se/wps/wcm/connect/989fe080449c33e79e4cff27c64f5ec4/segrare_Vasaloppet_sv3bcd.pdf?MOD=AJPERES. Läst 29 november 2013.